# Michel de Carvalho
Michel Rey de Carvalho (Gerrards Cross, 21 juli 1944) is een Britse zakenman. Hij is per 23 april 2015 benoemd tot uitvoerend bestuurder bij Heineken Holding voor een termijn van vier jaar. Hij was al  commissaris bij Heineken en directeur van L'Arche Green waarin het belang van de familie Heineken in de holding is ondergebracht. Ook is hij vicevoorzitter investment banking bij Citibank. Hij is getrouwd met Charlene de Carvalho-Heineken, dochter en erfgenaam van Freddy Heineken. Hun zoon Alexander de Carvalho is niet-uitvoerend bestuurder bij Heineken Holding.
De Carvalho heeft een Braziliaanse vader en Britse moeder. Hij studeerde aan de Harvard-universiteit.
Tijdens de Olympische Winterspelen van  1972 en de Olympische Winterspelen van 1976 deed De Carvalho mee voor Groot-Brittannië op het onderdeel rodelen.
Op 17-jarige leeftijd speelde hij mee in de film Lawrence of Arabia onder het pseudoniem Michel Ray.